# Devonshire Cemetery
Devonshire Cemetery is een Britse militaire begraafplaats met gesneuvelden uit de Eerste Wereldoorlog, gelegen in de Franse plaats Mametz (Somme). De begraafplaats ligt 800 m ten zuiden van het dorpscentrum en werd ontworpen door William Cowlishaw. Het terrein heeft een smalle rechthoekige vorm met aan de linkse zijde van de toegang een uitsprong waarin het Cross of Sacrifice staat. De begraafplaats wordt aan drie zijden begrensd door een bakstenen muur en aan de oostelijke kant door een draadafsluiting. Het onderhoud wordt verzorgd door de Commonwealth War Graves Commission. Ongeveer 280 m zuidoostelijker ligt de Gordon Cemetery.
Er liggen 163 Britten begraven waaronder 10 niet geïdentificeerde.

## Geschiedenis
Op 1 juli 1916 (de eerste dag van de Slag aan de Somme) werd Mametz door de 7th Division veroverd op de Duitsers. Het nabij gelegen bos Mametz Wood werd een week later ontzet. Het 8e en 9e bataljon van het Devonshire Regiment deed een aanval vanuit een klein bosje (Mansel Copse) dat ongeveer 800 m ten zuiden van Mametz gelegen was. Op 4 juli 1916 keerden ze terug naar deze locatie en richtten er in een vroegere loopgraaf een begraafplaats in om hun gesneuvelden te begraven. Door de opstelling van de grafzerken die twee aaneengesloten rijen vormen kan men afleiden dat het om een massagraf gaat. Alle gesneuvelden (behalve twee) behoorden tot het Devonshire Regiment en vielen op 1 juli 1916. Een gedenksteen aan de toegang van de begraafplaats herinnert aan het feit dat deze bataljons hun stelling, ondanks hevige tegenstand en zware verliezen, konden behouden. Deze steen vervangt het oorspronkelijke houten kruis waarop toen ook volgende tekst vermeld stond: The Devonshires held this trench, the Devonshires hold it still

## Onderscheiden militair
- William Noel Hodgson[1], luitenant bij het 9th Bn Devonshire Regiment werd onderscheiden met het Military Cross (MC). Hij was 23 jaar toen hij sneuvelde en een van de bekende War poets (oorlogsdichters) die in deze oorlog om het leven kwamen.